# Claire de Duras
Claire Louisa Rose Bonne de Coëtnempren de Kersaint, duquesa de Duras, (Brest, Finistère, 1777–Niza, 1828) fue una escritora francesa, conocida sobre todo desde 1823 por su novela llamada Ourika, en donde aborda la discriminación racial y la sexual, por lo que está considerada como una precursora del feminismo.

## Biografía
Fue hija del contraalmirante Armand de Kersaint, guillotinado en 1793, y de una martiniquesa.
Claire de Duras vivió Francia y Londres durante la Revolución Francesa hasta 1789, y regresó a Francia en 1801 como Duquesa de Duras. Luego de la caída del Imperio, mantuvo un famoso salón literario durante la Restauración; y fue amiga íntima de Chateaubriand, a quien conoció gracias a su amiga Nathalie de Noaïlles y al que ayudó de manera decisiva en su carrera política; su correspondencia con este es muy importante. Tuvo además relación con Madame de Staël y fue admirada por Goethe, Victor Hugo y Sainte-Beuve.
A instancias de su amigo Chateaubriand, al que había conocido durante su exilio en Londres, publicó en 1823 Ourika, que obtuvo un gran éxito, aunque caería en el olvido tras la abolición de la esclavitud en 1848 —fue recuperada a finales del siglo XX y principios del siglo XXI—. La novela cuenta la historia de Ourika, una joven senegalesa liberada de la esclavitud y educada en París en los medios aristocráticos de finales del siglo XVIII. Ourika toma dolorosamente conciencia de su condición de mujer negra: Je me vis négresse, dépendante, méprisée, sans fortune, sans appui, bientôt rejetée d'un monde où je n'étais pas admise ('Me veo negra, dependiente, despreciada, sin fortuna, sin apoyo, pronto rechazada de un mundo donde no fui admitida'). Después de una decepción amorosa, se resigna a su exclusión y muere prematuramente en un convento.
Ourika fue publicada anónimamente. Era una de las cinco novelas que Claire de Duras escribió en el año anterior; sólo otras dos más fueron publicadas en vida. 
Claire de Duras aborda problemas complejos y controvertidos, a partir de personajes marginados por esa sociedad convulsa en la que vivió. La autora ha sido reivindicada en estos últimos años por su originalidad y su vigor como escritora, lejos del sentimentalismo de sus coetáneos, y no solo por las feministas.

## Obra
- Olivier ou le secret (1822), novela
- Ourika (1823), novela.[3]
- Édouard (1825), novela
- Pensées de Louis XIV, extraites de ses ouvrages et de ses lettres manuscrites. (1827), póstuma.
- Le Moine du Saint-Bernard, inconclusa.
- Les Mémoires de Sophie, inconclusa.

## Traducciones al castellano
- Ourika (Traducción de Lluis Maria Todó, Sexto piso, Madrid, 2011.) ISBN 978-84-96867-79-6